# Colin Patterson (Eishockeyspieler)
Colin Alexander Patterson (* 11. Mai 1960 in Rexdale, Ontario) ist ein ehemaliger kanadischer Eishockeyspieler. Der rechte Flügelstürmer bestritt zwischen 1983 und 1993 über 500 Spiele für die Calgary Flames und die Buffalo Sabres in der National Hockey League. Mit den Flames gewann er dabei in den Playoffs 1989 den Stanley Cup. Darüber hinaus spielte er in seiner Jugend Lacrosse und gewann mit der kanadischen Nationalmannschaft die Bronzemedaille bei der Weltmeisterschaft 1982.

## Karriere
Colin Patterson spielte in seiner Jugend für die Royal York Royals in der Ontario Provincial Junior A Hockey League, der zweitrangigen Juniorenliga seiner Heimatprovinz Ontario, die unterhalb der Ontario Major Junior Hockey League angesiedelt war. Dies war unter anderem darin begründet, dass Patterson neben Eishockey auch andere Sportarten auf hohem Niveau betrieb, vor allem Lacrosse. Diesbezüglich vertrat er die kanadische Lacrosse-Nationalmannschaft bei der Weltmeisterschaft 1982 in Baltimore und gewann dort mit dem Team die Bronzemedaille. Ferner sorgte dies dafür, dass er aus dem Junioren- nicht direkt in den Profibereich wechselte, sondern vorerst die Clarkson University in den Vereinigten Staaten besuchte. Für deren Eishockeyteam, die Golden Knights, trat der Flügelstürmer in der ECAC als regelmäßiger Scorer in Erscheinung, so verzeichnete er in jeder seiner drei Saisons etwa 50 Punkte in etwas mehr als 30 Spielen, während man ihn 1983 ins Second All-Star Team der Liga wählte. Ohne zuvor in einem NHL Entry Draft berücksichtigt worden zu sein, zog er mit diesen Leistungen auch die Aufmerksamkeit von Scouts der National Hockey League (NHL) auf sich, sodass er im März 1983 von den Calgary Flames mit einem Vertrag ausgestattet wurde.
Die Flames setzten Patterson nur kurzzeitig bei ihrem Farmteam, den Colorado Flames, in der Central Hockey League ein, sodass er ab Oktober 1983 regelmäßig in der NHL auflief. In der Folge verbrachte der Kanadier acht Jahre in Calgary und wurde dort vorrangig mit Defensivaufgaben betraut, so bildete er regelmäßig mit Doug Risebrough und Richard Kromm eine Angriffsreihe. Der größte Erfolg seiner Karriere war der Gewinn des Stanley Cups in den Playoffs 1989, der zugleich den ersten Titel der Franchise-Geschichte darstellte. Zudem hatte der Kanadier in der Saison 1988/89 mit 38 Punkten aus 74 Spielen seinen Karriere-Bestwert in der NHL erreicht.
Nachdem Patterson nahezu die gesamte Spielzeit 1990/91 aufgrund einer Knieverletzung verpasst hatte, gaben ihn die Flames im Oktober 1991 ohne weitere Gegenleistung an die Buffalo Sabres ab. In Buffalo verbrachte er seine letzten beiden NHL-Jahre, bevor er seine aktive Karriere in der Saison 1993/94 beim HK Olimpija Ljubljana in Slowenien ausklingen ließ. Insgesamt hatte er 589 NHL-Spiele absolviert und dabei 234 Scorerpunkte erzielt.

## Erfolge und Auszeichnungen
- 1983 ECAC Second All-Star Team
- 1989 Stanley-Cup-Gewinn mit den Calgary Flames

## Karrierestatistik
(Legende zur Spielerstatistik: Sp oder GP = absolvierte Spiele; T oder G = erzielte Tore; V oder A = erzielte Assists; Pkt oder Pts = erzielte Scorerpunkte; SM oder PIM = erhaltene Strafminuten; +/− = Plus/Minus-Bilanz; PP = erzielte Überzahltore; SH = erzielte Unterzahltore; GW = erzielte Siegtore; 1 Play-downs/Relegation; Kursiv: Statistik nicht vollständig)